# المدرسة العليا التقنية الراينية الوستفالية بآخن
المدرسة العليا التقنية الراينية الوستفالية بآخن (بالألمانية: Rheinisch-Westfälische Technische Hochschule Aachen) هي جامعة بمدينة آخن بألمانيا، وتعتبر من أفضل الجامعات الهندسية في العالم، وهي إحدى أكبر ثلاث جامعات في ألمانيا الاتحادية في مجال الهندسة وتعد قرابة 41,000 طالب.
صنفت مجلة الأعمال Wirtschaftswoche الجامعة الراينية الفستفالية العليا بآخن RWTH Aachen في المرتبة الأولى باستمرار في ألمانيا في الهندسة الميكانيكية، والهندسة الكهربائية، والهندسة الصناعية في عام 2011 و 2012 على التوالي (في جميع مجالات الهندسة).

## الحرم الجامعي

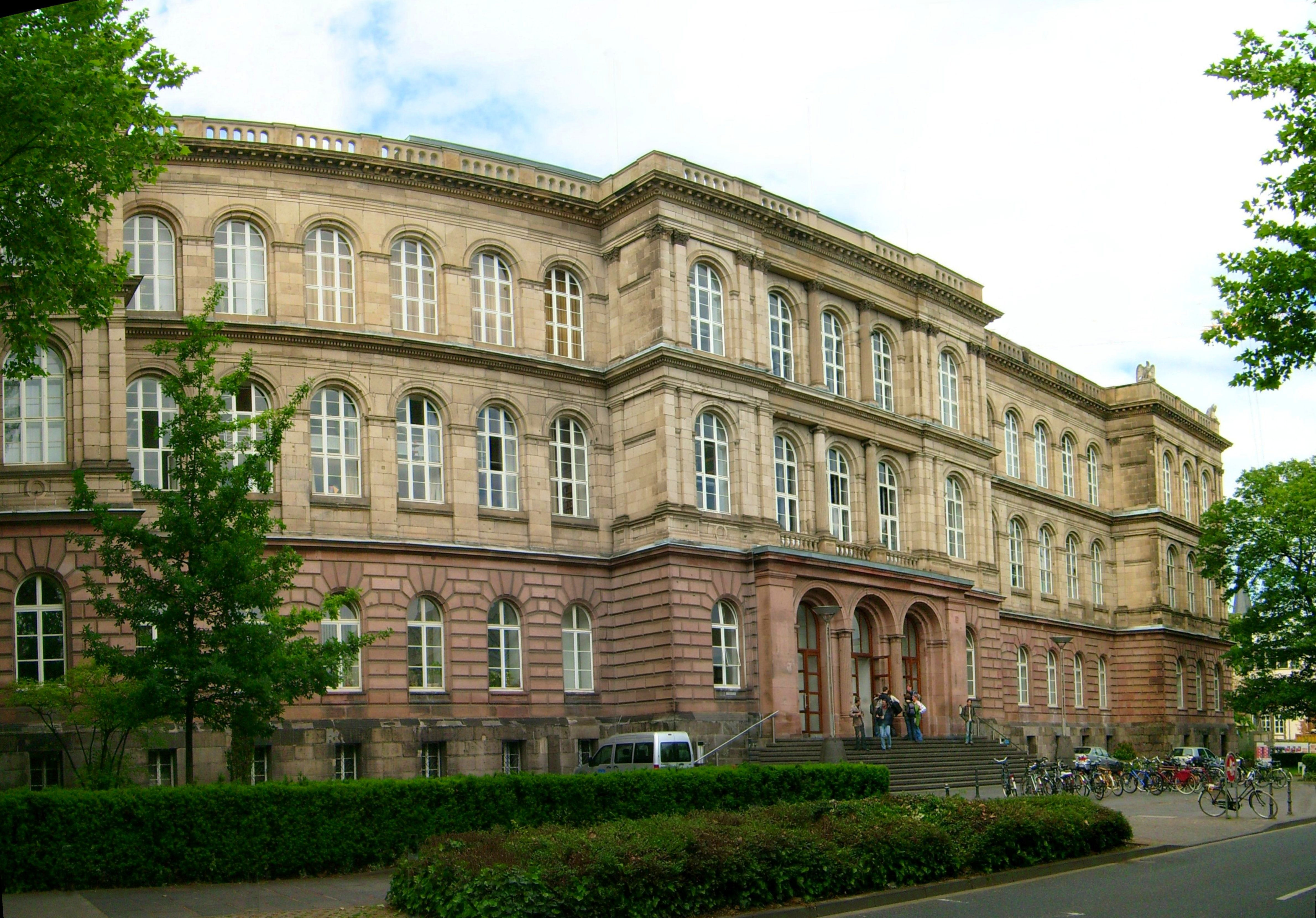
المبنى الرئيسي (من اليسار)

لا يوجد حرم جامعي بالمعنى التقليدي، فمعاهد البحث تتواجد في وسط المدينة وصولا إلى الحدود الهولندية (ملاتن) وهي تضم 260 معهد بحوث ودراسات.

## الإدارة
بما أن الجامعة تتبع ولاية شمال الراين فاليا الغربية، فان الحكومة بدوسلدورف عاصمة المقاطعة هي التي تنظر في شؤون المنح ومصاريف الترسيم بالجامعة.
رسوم الفصل الدراسي تبلغ ("251€), يشمل هذا المبلغ في شبكة النقل بالمدينة والتنقل بالقطار لكافة مدن الولاية. ويشار إلى أن معاليم الترسيم إجبارية وتندرج ضمن إصلاحات التعليم العالي الألماني والسير في نضام الإصلاحات الاروبية الهادفة إلى توحيد التعليم الاروبي.
أغلب المعاهد مشهورة على السلم العالمي.

## السمعة
حصلت جامعة آخن على أعلى تمويل خارجي مقارنة ببقية الجامعات الألمانية وحصلت بشكل دائم على ترتيب جيد على المستوى الأوروبي والعالمي وذلك في مجال الهندسة والعلوم الطبيعية والعلوم الأقتصادية، عندما تم تقييم الجامعات الألمانية من قبل مجلة الأعمال Wirtschaftswoche في آخر ثلاث سنوات، تم اختيار جامعة آخن من قبل رُؤساء أفضل 500 شركة ألمانية في المرتبة الأولى أو الثانية في مجال علوم الحاسوب وهندسة الميكانيك والعلوم الأقتصادية وفي المرتبة الأولى في الهندسة الكهربائية والعلوم الطبيعية.

## الكليات
تضم الجامعة 9 كليات هي:
- الرياضيات، علوم الحاسوب والعلوم الطبيعية
- العمارة
- الهندسة المدنية
- الهندسة الميكانيكية
- الموارد الجيولوجية وعلوم المواد
- الهندسة الكهربية وتكنولوجيا المعلومات
- الفلسفة (فعلياً تضم تخصصات الإنسانيات)
- العلوم الاقتصادية
- الطب البشري

## جوائز نوبل
- فيليب أنتون لينارد :جائزة نوبل في الفيزياء 1905
- فلهم فين : جائزة نوبل في الفيزياء 1911
- يوهانس شتارك : جائزة نوبل في الفيزياء 1919
- بيتر دبي : جائزة نوبل في الكيمياء 1936
- كارل زيغلر: جائزة نوبل في الكيمياء 1963

## شخصيات عالمية درست بالجامعة
- نجم الدين أربكان:رئاسة وزراء تركيا
- فرانز جوزيف باخ:نائب رئيس الوزراء الألماني في عهد أدنهاور
- رانجن هو وزير خارجية أفغانستان منذ مارس 2006
- أولا شميدت:وزيرة الصحة الألمانية منذ سنة 2001
- يوسف حبيبي:رئيس أندونيسيا من 1998 إلى 1999